# 全惠秀
全惠秀（韓語：전혜수，1978年9月26日—），韓國女演員。1999年MBC公開選拔演員第28期。

## 演出作品

### 電視劇
- 1999年：MBC《為你瘋狂》
- 2000年：MBC《醫道》
- 2003年：MBC《大長今》飾演 草福
- 2004年：MBC《英雄時代》
- 2006年：MBC《宮》飾演 崔尚宮
- 2007年：MBC《宮S》
- 2009年：MBC《一枝梅歸來》
- 2012年：JTBC《Love Again》飾演 吳洙珍

## 外部連結
- NAVER（页面存档备份，存于）